# Батом Реатеа III
Анг Нон II (кхмер. អង្គនន់ទី២), также упоминается как Анг Нан (1654 — 1691, Срей Сантор) — король-регент (упараджа) Камбоджи. Правил под именем Падумараджа (санскр. Padumaraja) или Батом Реатеа III (кхмер. បទុមរាជាទី៣).

## Биография
Внук короля-регента Утая. В 1674 году дядя Анг Нона — Анг Тан, — вторгся в Камбоджу во главе вьетнамского войска. В результате король Анг Чей был убит. В конце того же года Анг Тан тяжело заболел и перед смертью передал командование войском своему племяннику — Анг Нону, который стал регентом Удонга, взяв имя Падумараджа. За пять месяцев кхмерские войска под предводительством брата покойного Анг Чея (будущего короля Четты IV) смогли выбить вьетнамцев из столицы. Анг Нон был вынужден бежать во Вьетнам. 
В 1682 году Анг Нон, набрав армию китайских беженцев, а также камбоджийцев, что эмигрировали во Вьетнам, возобновил борьбу против Четты IV. Сначала кхмеры потерпели несколько поражений, но в 1684 году смогли перейти в наступление, заручившись поддержкой Сиама. В 1688 году Анг Нон потерпел окончательное поражение от кхмерско-сиамских сил, после чего уже не возвращался к борьбе за власть в Камбодже.